# Domblans
Domblans ist eine französische Gemeinde mit 1.195 Einwohnern (Stand 1. Januar 2022) im Département Jura in der Region Bourgogne-Franche-Comté. Sie gehört zum Arrondissement Lons-le-Saunier und zum Kanton Poligny. Die Einwohner werden Domblanais bzw. Domblanaises genannt.
Mit Wirkung vom 1. Januar 2019 wurden die früher selbstständigen Gemeinden Bréry und Domblans zur namensgleichen Commune nouvelle Domblans zusammengeschlossen, in der lediglich Bréry den Status einer Commune déléguée erhalten hat. Der Verwaltungssitz befindet sich in Domblans.

## Gliederung
| Ortsteil                     | ehemaliger INSEE-Code | Fläche (km²) | Höhenlage (m) | Einwohnerzahl (2016) | Dichte (Einw. je km²) |
| ---------------------------- | --------------------- | ------------ | ------------- | -------------------- | --------------------- |
| Bréry                        | 39075                 | 04,85        | 227–405       | 227                  | 36,8                  |
| Domblans (Verwaltungssitz)00 | 39199                 | 10,01        | 234–405       | 985                  | 98,4                  |

## Geographie
Sie liegt 12 Kilometer nördlich von Lons-le-Saunier und besteht aus den Ortsteilen Domblans, Blandans, Bréry und Muyre. Die Nachbargemeinden sind Saint-Lamain im Norden, Frontenay im Nordosten, Menétru-le-Vignoble und Château-Chalon im Osten, Voiteur und Le Louverot im Süden, Plainoiseau im Südwesten, Saint-Germain-lès-Arlay im Westen und Mantry im Nordwesten.

## Bevölkerungsentwicklung
| Gemeinde                  | Einwohnerzahlen (Census) |      |      |      |      |      |      |      |      |      |      |
| Gemeinde                  | 1962                     | 1968 | 1975 | 1982 | 1990 | 1999 | 2006 | 2008 | 2011 | 2013 | 2016 |
| ------------------------- | ------------------------ | ---- | ---- | ---- | ---- | ---- | ---- | ---- | ---- | ---- | ---- |
| Bréry                     | 159                      | 152  | 145  | 153  | 208  | 195  | 233  | 228  | 215  | 219  | 227  |
| Domblans                  | 513                      | 525  | 615  | 726  | 733  | 836  | 902  | 923  | 920  | 921  | 985  |
| Domblans                  | 0672                     | 0677 | 0760 | 0879 | 0941 | 1031 | 1135 | 1151 | 1135 | 1140 | 1212 |
| Quelle: Cassini und INSEE |                          |      |      |      |      |      |      |      |      |      |      |

Die (Gesamt-)Einwohnerzahlen der Gemeinde Domblans wurden durch Addition der bis Ende 2018 selbständigen Gemeinden ermittelt.

## Wirtschaft
Domblans ist Teil des Weinanbaugebietes Côtes du Jura

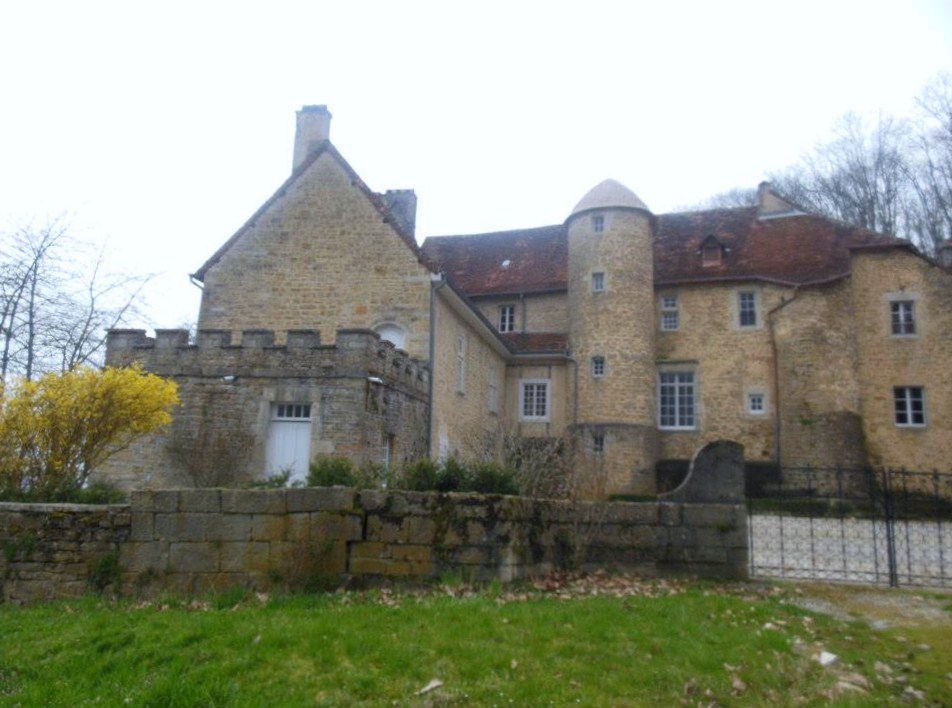
Schloss von Blandans
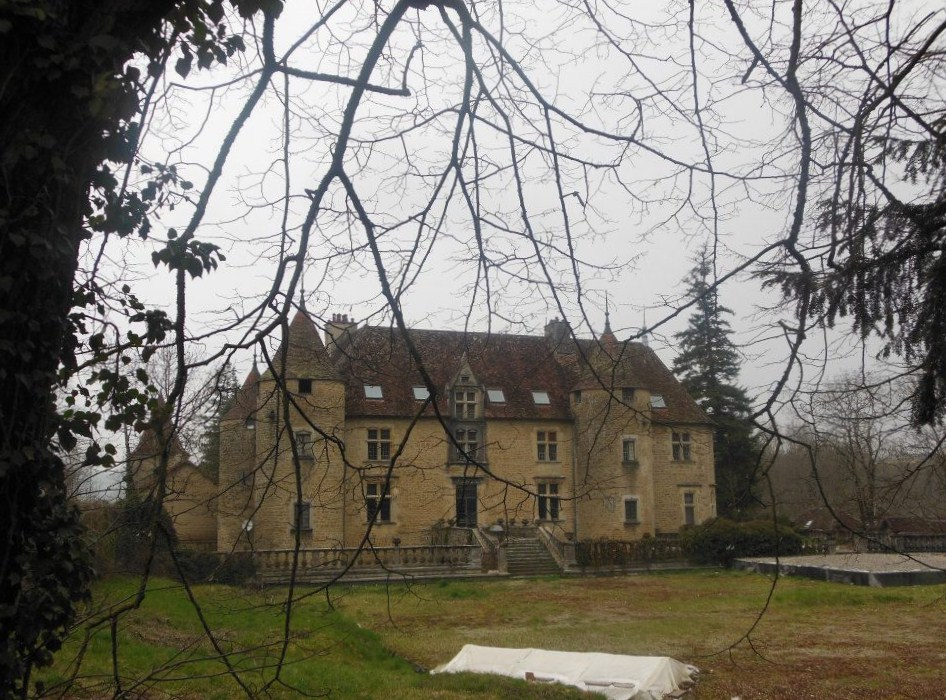
Schloss von Domblans
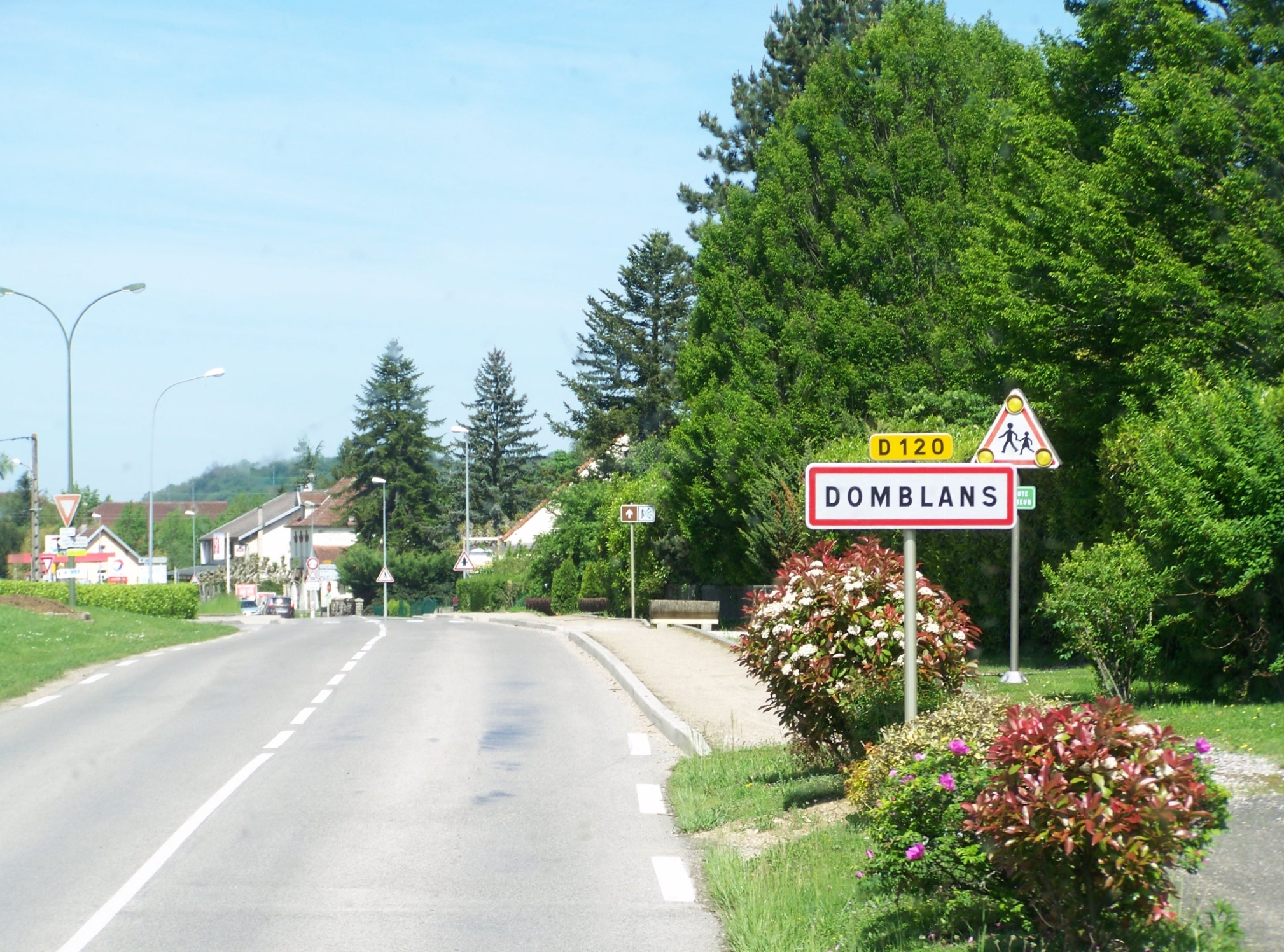
Ortseingang

## Einzelbelege
1. ↑  Bezeichnung der französischen Gemeindebewohner
2. ↑  Erlass der Präfektur No. 39-2018-12-12-003 über die Bildung der Commune nouvelle Domblans vom 12. Dezember 2018.
3. ↑  Einwohnerzahlen rückwirkend zum 1. Januar 2016